# Jhoel Herrera
Pour les articles homonymes, voir Herrera.
Jhoel Alexander Herrera Zegarra, né le 9 juillet 1980 à Pisco, est un footballeur péruvien qui jouait au poste de défenseur.

## Biographie

### Carrière en équipe nationale
International péruvien à dix reprises (aucun but marqué) entre 2007 et 2013, Jhoel Herrera est retenu dans le groupe de joueurs disputant la Copa América en 2007 au Venezuela (un match joué face à la Bolivie, résultat 2-2). 
Entre 2012 et 2013, il prend part à six rencontres dans le cadre des qualifications à la Coupe du monde 2014.

## Palmarès
Juan Aurich
- Championnat du Pérou (1) : 
  - Champion : 2011.